# Jack Reynor
Jack Reynor (Longmont, 23 gennaio 1992) è un attore irlandese.

## Biografia
Nato a Longmont, Colorado, all'età di due anni si trasferisce in Irlanda, paese di origine della madre. Frequenta la scuola elementare di Valleymount, Contea di Wicklow, e trascorre gli anni formativi nella campagna rurale insieme alla madre e ai nonni materni. Il suo interesse per la recitazione avviene quando interpreta il ruolo di un chierichetto nel film Country. Nel 2004 si trasferisce a Dublino, nel Belvedere College, una scuola privata dei Gesuiti, dove si è esibito sul palco in numerose produzioni teatrali. Ha un fratello ed una sorella più piccoli.
Dal 2012 ha una relazione con la modella irlandese Madeline Mulqueen.

## Carriera
Nel 2014 veste i panni di Shane, un pilota di auto da corsa irlandese, nella pellicola Transformers 4 - L'era dell'estinzione, quarto capitolo della saga dove recita accanto a Mark Wahlberg e Nicola Peltz. Il film ha un ottimo successo al botteghino, incassando 1,1 miliardi di dollari in tutto il mondo e diventando campione di incassi nella storia cinese. L'anno successivo recita accanto a Michael Fassbender e Marion Cotillard, nel film Macbeth, presentato al Festival di Cannes.
Nel 2016 è nel cast del film Il segreto, accanto a Vanessa Redgrave, Eric Bana e Rooney Mara, la pellicola è stata presentata in anteprima mondiale il 10 settembre 2016 al Toronto International Film Festival.

## Filmografia

### Attore

#### Cinema
- Country, regia di Kevin Liddy (2000)
- Dollhouse, regia di Kirsten Sheridan (2012)
- Cosa ha fatto Richard (What Richard Did), regia di Lenny Abrahamson (2012)
- Cold, regia di Eoin Macken (2013)
- Delivery Man, regia di Ken Scott (2013)
- Transformers 4 - L'era dell'estinzione (Transformers: Age of Extinction), regia di Michael Bay (2014)
- Glassland, regia di Gerard Barrett (2014)
- Macbeth, regia di Justin Kurzel (2015)
- Una notte con la regina (A Royal Night Out), regia di Julian Jarrold (2015)
- Sing Street, regia di John Carney (2016)
- Free Fire, regia di Ben Wheatley (2016)
- Il segreto (The Secret Scripture), regia di Jim Sheridan (2016)
- Detroit, regia di Kathryn Bigelow (2017)
- L'uomo dal cuore di ferro (HHhH), regia di Cédric Jimenez (2017)
- Kin, regia di Jonathan e Josh Baker (2018)
- Una giusta causa (On the Basis of Sex), regia di Mimi Leder (2018)
- Midsommar - Il villaggio dei dannati (Midsommar), regia di Ari Aster (2019)
- Cherry - Innocenza perduta (Cherry), regia di Anthony e Joe Russo (2021)
- The Good Mother, regia di Miles Joris-Peyrafitte (2023)

#### Televisione
- Tom - Un angelo in missione (Three Wise Women), regia di Declan Recks – film TV (2010)
- Chasing Leprechauns – film TV (2012)
- Philip K. Dick's Electric Dreams – serie TV, episodio 1x02 (2017)
- Strange Angel – serie TV, 17 episodi (2018-2019)
- Modern Love - serie TV, episodio 2x03 (2021)
- Inverso - The Peripheral (The Peripheral) – serie TV, 8 episodi (2022)
- The Perfect Couple, regia di Susanne Bier – miniserie TV (2024)

### Doppiatore
- Mowgli - Il figlio della giungla (Mowgli), regia di Andy Serkis (2018)

## Riconoscimenti
- Irish Film and Television Award 2013 – Miglior attore cinematografico per Cosa ha fatto Richard
- CinemaCon 2014 – Miglior attore emergente
- Sundance Film Festival 2015 – Miglior attore per Glassland
- Irish Film and Television Award 2016 – Miglior attore non protagonista per Sing Street

## Doppiatori italiani
Nelle versioni in italiano delle opere in cui ha recitato, Jack Reynor è stato doppiato da:
- Flavio Aquilone in Transformers 4 - L'era dell'estinzione, Sing Street, Philip K. Dick’s Electric Dreams, Inverso - The Peripheral
- Marco Vivio in Detroit, Kin, Una giusta causa
- Andrea Mete in Delivery Man, Una notte con la regina
- Gianfranco Miranda in Macbeth
- Daniele Raffaeli in Il segreto
- Angelo Evangelista in Free Fire
- David Chevalier ne L'uomo dal cuore di ferro
- Francesco Pezzulli in Midsommar - Il villaggio dei dannati
- Emanuele Ruzza in Cherry - Innocenza Perduta
- Alessandro Campaiola in The Perfect Couple

Da doppiatore è stato sostituito da:
- Emanuele Ruzza in Mowgli - Il figlio della giungla